# Slovenska nogometna reprezentacija
Slovenska nogometna reprezentacija je nacionalni nogometni sastav Slovenije, pod vodstvom Nogometne zveze Slovenije (hrv. Slovenski nogometni savez).
Od 1945. do 1991. slovenski nogometaši nastupali su za SFRJ. U Murskoj Soboti 1991. Slovenija je odigrala svoju prvu međunarodnu utakmicu s Hrvatskom.
Ipak, svoju prvu službenu utakmicu (kao punopravna članica FIFA-e) odigrala je 1992. protiv Estonije. 
Slovenija je punopravna članica UEFA-e i FIFA-e te nosi FIFA-in kod SVN. Službeni domaći stadion je Ljudski vrt u Mariboru. 
Svoj najniži plasman na FIFA-inoj ljestvici, Slovenije je imala u prosincu 1993. (134.), dok je najviši postignut u listopadu i studenome 2010. kada je Slovenija bila 15. reprezentacija svijeta.

## Europska prvenstva
Slovenska reprezentacija je poput Hrvatske, svoje prve službene kvalifikacije započela 1994. godine (kvalifikacije za EURO 1996. u Engleskoj).
Prvi veći rezultat Slovenije je postigla 1995. Tada je u kvalikacijskoj utakmici s Italijom ostvarila neriješeni rezultat od 1:1, iako je većinu utakmice dominirala.
Nakon što se Slovenije uspjela kvalificirati na Europsko prvenstvo u Belgiji i Nizozemskoj putem dodatnih kvalifikacija, gotovo identični rezultat ponovljen je četiri godine kasnije.
Naime, nakon kvalifikacijske skupine u kojoj je Slovenija osvojila drugo mjesto, uslijedile su dodatne kvalifikacije za Euro u Porugalu 2004.
Zanimljivo je napomenuti da su se u dodatnim kvalifikacijama našle Slovenije i Slovačka, reprezentacije koje će se naći u istoj kvalifikacijskoj skupini za SP 2010. te zemlje koje će izboriti plasman za isto natjecanje.
Na ždrijebu za dodatne kvalifikacije, Slovenije je dobila Hrvatsku. Nakon neriješenog rezultata od 1:1 u Zagrebu, uslijedio je uzvrat u Ljubljani. U šokantnoj utakmici, Slovenije je imala priliku da neriješenim rezultatom (bez golova) izbori plasman na  Euro 2004. Mogućnost je bila tim veća, što je sudac crvenim kartonom isključio hrvatskog obrambenog igrača – Igora Tudora. Međutim, Hrvatska je i s igračem manje uspjela pobijediti rezultatom 1:0, strijelac jedinog pogotka bio je Dado Pršo.

#### Sudjelovanja na EP
Svoj prvi (i zasad jedini) nastup na Europskom prvenstvu, Slovenska reprezentacija ostvarila je 2000. sudjelovanjem na Euru u Belgiji i Nizozemskoj. Na to natjecanje Slovenije se plasirala nakon dodatnih kvalifikacija s Ukrajinom.
Na samome Euru, Slovenije je nastupala u skupini s tadašnjom SR Jugoslavijom, Norveškom i Španjolskom. Sa SRJ i Norveškom, Slovenije je ostvarila neriješeni rezultat. Posebno je bila dojmljiva utakmica sa SRJ. Naime, Slovenije je bez obzira na vodstvo od 3:0 uspjela ispustiti prednost, tako da je u konačnici utakmica završena s 3:3.
Uz poraz od Španjolske (2:1), Slovenije je s 2 boda ispala iz daljnjeg natjecanja već u skupini.
| Natjecanje | Utakmica | Pob. | Ner. | Izg. | Po.G. | Pr.G. |
| ---------- | -------- | ---- | ---- | ---- | ----- | ----- |
| & 2000.    | 3        | 0    | 2    | 1    | 4     | 5     |
| Ukupno     | 3        | 0    | 0    | 3    | 2     | 7     |

## Svjetska prvenstva
Svoje prve kvalifikacije za Svjetsko prvenstvo, Slovenije je započela 1996. (kvalifikacije za SP 1998. u Francuskoj).
Slovenije se prvi puta uspjela plasirati na Svjetsko prvenstvo 2002. godine, nakon dodatnih kvalifikacija s Rumunjskom. Ždrijebom je određeno da će Slovenije (kao i njeni protivnici u skupini) svoje međusobne susrete igrati u Južnoj Koreji. Slovenije se našla u skupini s JAR-om, Paragvajom i Španjolskom. Slovenska sportska javnost neće po dobrome pamtiti to natjecanje zbog ranog ispadanja već u skupini te tri poraza.
Iako se Slovenije nije uspjela plasirati u samu završnicu SP-a u Njemačkoj 2006., slovenska reprezentacija uspjela je u šokantnoj utakmici kod kuće pobijediti Italiju. Pobjeda je tim veća, što je to bio jedini talijanski poraz tijekom kvalifikacija te što su upravo Talijani 2006. postali novi svjetski prvaci u nogometu. 
Pogodak u toj veličanstvenoj utakmici postigao je bivši Dinamov obrambeni igrač Boštjan Cesar, koji je tijekom tog razdoblja bio na posudbi u ljubljanskoj Olimpiji.
U novome kvalifikacijskome ciklusu Slovenije se ponovo plasirala na Svjetsko prvenstvo 2010. u Južnoj Africi. Nakon drugog mjesta u svojoj kvalifikacijskoj skupini, Slovenija je nastupala u dodatnim kvalifikacijama za SP. Protivnik je bio Rusija, koja je također bila druga u svojoj skupini (iza Njemačke). U prvoj utakmici odigranoj u Moskvi, Slovenije je poražena rezultatom 2:1. U uzvartu kod kuće, Slovenije pobjeđuje rezultatom 1:0. Zbog bolje gol-razlike u gostima, Slovenije se plasirala na Svjetsko prvenstvo.
Ždrijebom u Južnoj Africi, Slovenije je dobila za protivnike: Englesku, SAD i Alžir.

#### Kvalifikacije za SP 2010.
Iako su prvi favoriti u skupini bili Češka i Poljska, reprezentacije Slovačke i Slovenije, sve su iznenadili, plasiravši se kao potpuni autsajederi još prije početka kvalifikacija.
Kao i dosad u slovenskoj sportskoj prošlosti, i na ovo Svjetsko prvenstvo, Slovenije se plasirala nakon dodatnih kvalifikacija. Ovog puta protivnik je bio Rusija, koju je predvodio nizozemski nogometni stručnjak međunarodnog ugleda – Guus Hiddink.
Nakon prve utakmice i poraza u Moskvi od 2:1, Slovenije je kod kuće u Ljubljani pobijedila rezultatom 1:0. Zbog bolje gol-razlike u gostima, Slovenije se opet plasirala na Svjetsko prvenstvo. Pogodak je postigao Zlatko Dedič te postao miljenikom slovenske nacije.
| Momčad         | Ut. | Pob. | Ner. | Izg. | Po.G. | Pr.G. | G.Raz. | Bod. |
| -------------- | --- | ---- | ---- | ---- | ----- | ----- | ------ | ---- |
| Slovačka       | 10  | 7    | 1    | 2    | 22    | 10    | +12    | 22   |
| Slovenija      | 10  | 6    | 2    | 2    | 18    | 4     | +14    | 20   |
| Češka          | 10  | 4    | 4    | 2    | 17    | 6     | +11    | 16   |
| Sjeverna Irska | 10  | 4    | 3    | 3    | 13    | 9     | +4     | 15   |
| Poljska        | 10  | 3    | 2    | 5    | 19    | 14    | +5     | 11   |
| San Marino     | 10  | 0    | 0    | 10   | 1     | 47    | -46    | 0    |

###### Sudjelovanja na SP
| Natjecanje | Utakmica | Pob. | Ner. | Izg. | Po.G. | Pr.G. |
| ---------- | -------- | ---- | ---- | ---- | ----- | ----- |
| & 2002.    | 3        | 0    | 0    | 3    | 2     | 7     |
| 2010.      | 3        | 1    | 1    | 1    | 3     | 3     |
| Ukupno     | 6        | 1    | 1    | 4    | 5     | 10    |

## Trenutačni sastav
Slijedi popis igrača za utakmice protiv Slovačke (1. rujna 2021.), Malte (4. rujna 2021.) i Hrvatske (7. rujna 2021.)
Zadnji put ažurirano 4. rujna 2021. nakon utakmice protiv Malte.
| 0#0 | Poz. | Igrač                       | Datum rođenja (dob) | Nastupi | Golovi | Klub              |
| --- | ---- | --------------------------- | ------------------- | ------- | ------ | ----------------- |
| 1   | G    | Jan Oblak (kapetan)         | 7. siječnja 1993.   | 39      | 0      | Atlético Madrid   |
| 12  | G    | Vid Belec                   | 6. lipnja 1990.     | 18      | 0      | Salernitana       |
| 16  | G    | Igor Vekić                  | 6. svibnja 1998.    | 0       | 0      | Paços de Ferreira |
|     |      |                             |                     |         |        |                   |
| 2   | B    | Nejc Skubic                 | 13. lipnja 1989.    | 22      | 1      | Konyaspor         |
| 3   | B    | Jure Balkovec               | 9. rujna 1994.      | 18      | 0      | Fatih Karagümrük  |
| 4   | B    | Miha Blažič                 | 8. svibnja 1993.    | 15      | 0      | Ferencváros       |
| 17  | B    | Miha Mevlja                 | 12. lipnja 1990.    | 40      | 1      | Alanyaspor        |
| 18  | B    | Mario Jurčević              | 1. lipnja 1995.     | 3       | 0      | Osijek            |
| 20  | B    | Petar Stojanović            | 7. listopada 1995.  | 29      | 1      | Empoli            |
| 23  | B    | Jon Gorenc Stanković        | 14. siječnja 1996.  | 5       | 1      | Sturm Graz        |
| –   | B    | Aljaž Struna                | 4. kolovoza 1990.   | 21      | 1      | CF Montréal       |
|     |      |                             |                     |         |        |                   |
| 5   | V    | Žan Rogelj                  | 25. studenoga 1999. | 1       | 0      | WSG Tirol         |
| 6   | V    | Jaka Bijol                  | 5. veljače 1999.    | 21      | 0      | CSKA Moskva       |
| 7   | V    | Leo Štulac                  | 26. rujna 1994.     | 6       | 0      | Empoli            |
| 8   | V    | Sandi Lovrić                | 28. ožujka 1998.    | 13      | 3      | Lugano            |
| 10  | V    | Miha Zajc                   | 1. srpnja 1994.     | 27      | 5      | Fenerbahçe        |
| 13  | V    | Domen Črnigoj               | 18. studenoga 1995. | 19      | 3      | Venezia           |
| 14  | V    | Jasmin Kurtić               | 10. siječnja 1989.  | 70      | 2      | PAOK              |
| 15  | V    | Damjan Bohar                | 18. listopada 1991. | 16      | 1      | Osijek            |
| 22  | V    | Adam Gnezda Čerin           | 16. srpnja 1999.    | 3       | 0      | Rijeka            |
| –   | V    | Josip Iličić (vice-kapetan) | 29. siječnja 1988.  | 74      | 13     | Atalanta          |
|     |      |                             |                     |         |        |                   |
| 9   | N    | Andraž Šporar               | 27. veljače 1994.   | 30      | 4      | Middlesbrough     |
| 11  | N    | Benjamin Šeško              | 31. svibnja 2003.   | 4       | 0      | Red Bull Salzburg |
| 19  | N    | Luka Zahović                | 15. studenoga 1995. | 6       | 0      | Pogoń Szczecin    |
| 21  | N    | Jan Mlakar                  | 23. listopada 1998. | 4       | 1      | Hajduk Split      |

## Statistika

#### Najviše nastupa
| #  | Ime igrača       | Reprezentativna karijera | Br. nastupa | Br. golova |
| -- | ---------------- | ------------------------ | ----------- | ---------- |
| 1  | Zlatko Zahovič   | 1992. – 2004.            | 80          | 35         |
| 2  | Aleš Čeh         | 1992. – 2002.            | 74          | 1          |
| 2  | Milenko Ačimovič | 1998. – 2007.            | 74          | 13         |
| 4  | Džoni Novak      | 1992. – 2002.            | 71          | 3          |
| 5  | Marinko Galič    | 1994. – 2002.            | 65          | 0          |
| 5  | Aleksander Knavs | 1998. – 2006.            | 65          | 3          |
| 5  | Mladen Rudonja   | 1994. – 2003.            | 65          | 1          |
| 8  | Amir Karič       | 1996. – 2004.            | 64          | 1          |
| 9  | Miran Pavlin     | 1994. – 2004.            | 63          | 5          |
| 10 | Marko Simeunovič | 1992. – 2004.            | 57          | 0          |

#### Najviše golova
| # | Ime igrača          | Reprezentativna karijera | Br. nastupa | Br. golova | Golova po utak. |
| - | ------------------- | ------------------------ | ----------- | ---------- | --------------- |
| 1 | Zlatko Zahovič      | 1992. – 2004.            | 80          | 35         | 0,44            |
| 2 | Sašo Udovič         | 1992. – 2000.            | 42          | 16         | 0,38            |
| 3 | Ermin Šiljak        | 1994. – 2005.            | 48          | 14         | 0,29            |
| 4 | Milivoje Novakovič  | 2006. – danas            | 37          | 14         | 0,39            |
| 5 | Milenko Ačimovič    | 1998. – 2007.            | 74          | 13         | 0,18            |
| 6 | Primož Gliha        | 1992. – 1998.            | 28          | 10         | 0,36            |
| 7 | Milan Osterc        | 1997. – 2002.            | 44          | 8          | 0,18            |
| 8 | Sebastjan Cimirotič | 1998. – 2005.            | 33          | 6          | 0,18            |
| 8 | Nastja Čeh          | 2001. – 2007.            | 46          | 6          | 0,13            |
| 8 | Klemen Lavrič       | 2004. – 2008.            | 25          | 6          | 0,24            |

## Popis izbornika
| Ime izbornika      | Reprezentativna karijera | Br. utak. | Pob. | Ner. | Izg. | Pob. u % | Ner. u % | Izg. u % | Sudjelovanja                |
| ------------------ | ------------------------ | --------- | ---- | ---- | ---- | -------- | -------- | -------- | --------------------------- |
| Bojan Prašnikar    | 1991. – 1993.            | 4         | 1    | 2    | 1    | 25,00    | 50,00    | 25,00    |                             |
| Zdenko Verdenik    | 1994. – 1997.            | 32        | 10   | 8    | 14   | 31,25    | 25,00    | 43,75    |                             |
| Bojan Prašnikar    | 1998.                    | 5         | 1    | 1    | 3    | 20,00    | 20,00    | 60,00    |                             |
| Srečko Katanec     | 1998. – 2002.            | 47        | 18   | 16   | 13   | 38,30    | 34,00    | 27,70    | EURO 2000.; SP 2002.        |
| Bojan Prašnikar    | 2002. – 2004.            | 16        | 6    | 3    | 7    | 37,50    | 18,75    | 43,75    | Kvalifikacije za EURO 2004. |
| Branko Oblak       | 2004. – 2006.            | 23        | 6    | 7    | 10   | 26,10    | 30,40    | 43,50    |                             |
| Matjaž Kek         | 2007. – 2011.            | 49        | 20   | 9    | 20   | 40.82    | 18.37    | 40.82    | SP 2010.                    |
| Slaviša Stojanovič | 2011. – 2012.            | 9         | 2    | 2    | 5    | 22.22    | 22.22    | 55.56    |                             |
| Srečko Katanec     | 2013. – 2017.            | 42        | 16   | 7    | 19   | 38.10    | 16.66    | 45.23    | Kvalifikacije za EURO 2016. |
| Tomaž Kavčič       | 2017. – 2018.            | 7         | 1    | 1    | 5    | 14.29    | 14.29    | 71.43    |                             |
| Igor Benedejčič    | 2018.                    | 2         | 0    | 2    | 0    | 00.00    | 100.0    | 00.00    |                             |
| Matjaž Kek         | 2018. – danas            | 0         | 0    | 0    | 0    | 00.00    | 00.00    | 00.00    |                             |

## Utakmice odigrane u Sloveniji
| Stadion        | Grad          | Br. utak. | Br. pob. | Br. ner. | Br. izg. | Br. po. gol. | Br. pr. gol. | Pob. u % | Ner. u % | Izg. u % |
| -------------- | ------------- | --------- | -------- | -------- | -------- | ------------ | ------------ | -------- | -------- | -------- |
| Bežigrad       | Ljubljana     | 29        | 15       | 6        | 8        | 48           | 34           | 51,70    | 20,70    | 27,60    |
| Ljudski vrt    | Maribor       | 15        | 9        | 2        | 4        | 31           | 15           | 60,00    | 13,33    | 26,66    |
| Arena Petrol   | Celje         | 16        | 5        | 3        | 8        | 15           | 19           | 31,25    | 18,75    | 50,00    |
| Fazanerija     | Murska Sobota | 2         | 1        | 0        | 1        | 3            | 4            | 50,00    | 0        | 50,00    |
| Športni park   | Nova Gorica   | 2         | 0        | 0        | 2        | 2            | 7            | 0        | 0        | 100      |
| Bonifika       | Kopar         | 1         | 0        | 0        | 1        | 0            | 2            | 0        | 0        | 100      |
| Športni park   | Domžale       | 1         | 1        | 0        | 0        | 1            | 0            | 100      | 0        | 0        |
| Športni center | Kranj         | 1         | 0        | 0        | 1        | 1            | 4            | 0        | 0        | 100      |
| Ukupno         | Ukupno        | 67        | 31       | 11       | 25       | 102          | 85           | 46,27    | 16,42    | 37,31    |

## Uspjesi

### Europska prvenstva (2)
- Engleska 1996. – nisu se kvalificirali.
- Belgija i Nizozemska 2000. – skupina (13. mjesto).
- Portugal 2004. – nisu se kvalificirali.
- Austrija i Švicarska 2008. – nisu se kvalificirali.
- Poljska i Ukrajina 2012. — nisu se kvalificirali.
- Francuska 2016. – nisu se kvalificirali.
- Njemačka 2024. – osmina finala (9. mjesto).

### Svjetska prvenstva (2)
- Francuska 1998. – nisu se kvalificirali.
- Južna Koreja i Japan 2002. – skupina (30. mjesto).
- Njemačka 2006. – nisu se kvalificirali.
- Južna Afrika 2010. – skupina (12. mjesto).
- Brazil 2014. — nisu se kvalificirali.
- Rusija 2018. – nisu se kvalificirali.
- Katar 2022. – nisi se kvalificirali.

## Vanjski izvori
- Službena web stranica  Arhivirana inačica izvorne stranice od 13. prosinca 2012. (Wayback Machine)
- Arhiva rezultata
- Rsssf.com